# Gommecourt (Pas-de-Calais)
Gommecourt is een gemeente in het Franse departement Pas-de-Calais (regio Hauts-de-France) en telt 113 inwoners (2009). De plaats maakt deel uit van het arrondissement Arras.

## Geografie
De oppervlakte van Gommecourt bedraagt 3,3 km², de bevolkingsdichtheid is dus 34,2 inwoners per km².
De onderstaande kaart toont de ligging van Gommecourt (Pas-de-Calais) met de belangrijkste infrastructuur en aangrenzende gemeenten.

## Demografie
Onderstaande figuur toont het verloop van het inwonertal (bron: INSEE-tellingen).